# Джилл Стайн
Джилл Еллен Стайн (англ. Jill Ellen Stein; нар. 14 травня 1950, Чикаго, Іллінойс) — американська лікарка та політична діячка; кандидатка від Партії зелених на пост президента Сполучених Штатів на виборах 2012, 2016 та 2024 років.
Критики і оглядачі звинувачують Джилл Стайн у зв'язках з російським режимом Путіна.

## Біографія
Стайн — лікар-фахівець з внутрішніх захворювань.

Стайн була кандидаткою на пост губернатора Массачусетса на губернаторських виборах 2002 і 2010 років. Проживає в Лексінгтоні, штат Массачусетс. Вона є випускницею Гарвардського коледжу (1973) і Гарвардської медичної школи (1979).
Джилл Стайн отримала підтримку на президентських виборах 2012 року з боку таких людей, як лінгвіст, письменник і активіст Ноам Чомскі і лауреат Пулітцерівської премії, журналіст і військовий кореспондент Кріс Хеджес. На президентських виборах 2012 року і 2016 року посіла четверте місце, набравши 468 907 (0,4 %) і 1 213 103 (1,0 %) голосів виборців відповідно.

## Зв'язки з Кремлем

### Бенкет з Володимиром Путіним
У грудні 2015 року була присутня на урочистому обіді в Кремлі з нагоди 10-річчя заснування російської пропагандистської мережі Russia Today. Вона сиділа за одним столом з російським президентом Володимиром Путіним, звинувачуваним у шпигунстві генералом Майклом Флінном, головою кремлівської адміністрації генералом ФСБ Сергієм Івановим, керівником кремлівської пропаганди Олексієм Громовим, радником з безпеки та речником Дмитром Пєсковим та проросійським німецьким політиком Віллі Виммером. Троє з росіян, включно з Путіним на той час вже були під санкціями США за їх роль у анексії Криму. Джилл сказала, що відвідала захід у «надії поговорити з Путіним про його політику в Сирії, зміну клімату та інші проблеми».

### Втручання Росії у виборчу кампанію
Джилл регулярно з’являлася на RT і Sputnik під час своїх кампаній 2012 і 2016 років.
18 грудня 2017 року газета The Washington Post повідомила, що Комітет з розвідки Сенату розглядає президентську кампанію Джилл Стайн на предмет «потенційної змови з росіянами». Кампанія Стайн заявили, що будуть співпрацювати зі слідчими. Після розслідування Комітет зняв звинувачення з Джилл.
У грудні 2018 року два звіти від Комітету з розвідки Сенату показали, що пов’язане з Росією Агентство інтернет-досліджень сприяло і просувало кандидатуру Джилл Стайн через дописи в соціальних мережах, націлюючись, зокрема, на афроамериканських виборців. Після ознайомлення з двома звітами репортер NBC News Роберт Віндрем зазначив, що сама Стайн не знала про це. Він також висвітлив декілька незалежних аналізів, які «додають до великої кількості доказів того, що росіяни працювали над просуванням кампанії Джилл Стайн в рамках зусиль відібрати підтримку від кандидата від Демократичної партії Гілларі Клінтон і схилити вибори до Трампа».

### Позиція щодо України
В інтерв’ю в липні 2015 року Джилл заявила, що НАТО «проводить політику практичного оточення Росії, включаючи загрозу використання ядерної зброї та безпілотників тощо». Її запитали, чи повинні США допомагати українському уряду після революції 2014 року, на що вона відповіла, виступаючи за «створення нейтральної України, яка дозволить Росії не почуватися під ударом». Вона сказала, що США «допомогли розпалювати переворот проти демократично обраного уряду», стверджуючи, що в післяреволюційному уряді були «ультранаціоналісти та колишні нацисти», підтримуючи прокремлівський наратив про нібито спровокований США державний переворот під час Революції Гідности.
У жовтні 2016 року Стайн охарактеризувала конфлікт як «Карибську кризу навпаки, на стероїдах». Вона сказала, що Росія «оточена» силами НАТО.

## Виноски
1. ↑  Schreckinger, Ben (20 червня 2017). Jill Stein Isn't Sorry. Politico.
2. ↑  Demirjian, Karoun (18 грудня 2017). Senate intel committee investigating Jill Stein campaign for 'collusion with the Russians'. The Washington Post (амер.). ISSN 0190-8286. Процитовано 19 грудня 2017.
3. ↑  Complying with Senate Committee request, Stein urges safeguarding elections from interference – while cautioning against the targeting of political opposition. Jill Stein 2016.
4. ↑  Caputo, Marc A. (3 вересня 2024). 'Useful Idiot for Russia': DNC Decides to Go Off on Jill Stein. www.thebulwark.com (англ.). Процитовано 28 вересня 2024.
5. ↑  Robert Windrem (22 грудня 2018). Russians launched pro-Jill Stein social media blitz to help Trump, reports say. NBC News (англ.). Процитовано 30 грудня 2018.
6. ↑  Windrem, Robert (20 грудня 2017). Senate Russia investigators are interested in Jill Stein. NBC News. Процитовано 15 вересня 2024.
7. ↑  Jill Stein on Foreign Policy. www.ontheissues.org. Процитовано 9 червня 2016.
8. ↑  Pesca, Mike (19 жовтня 2016). We Are on the Verge of a Nuclear War. Slate.